# Joan Roig i Solé

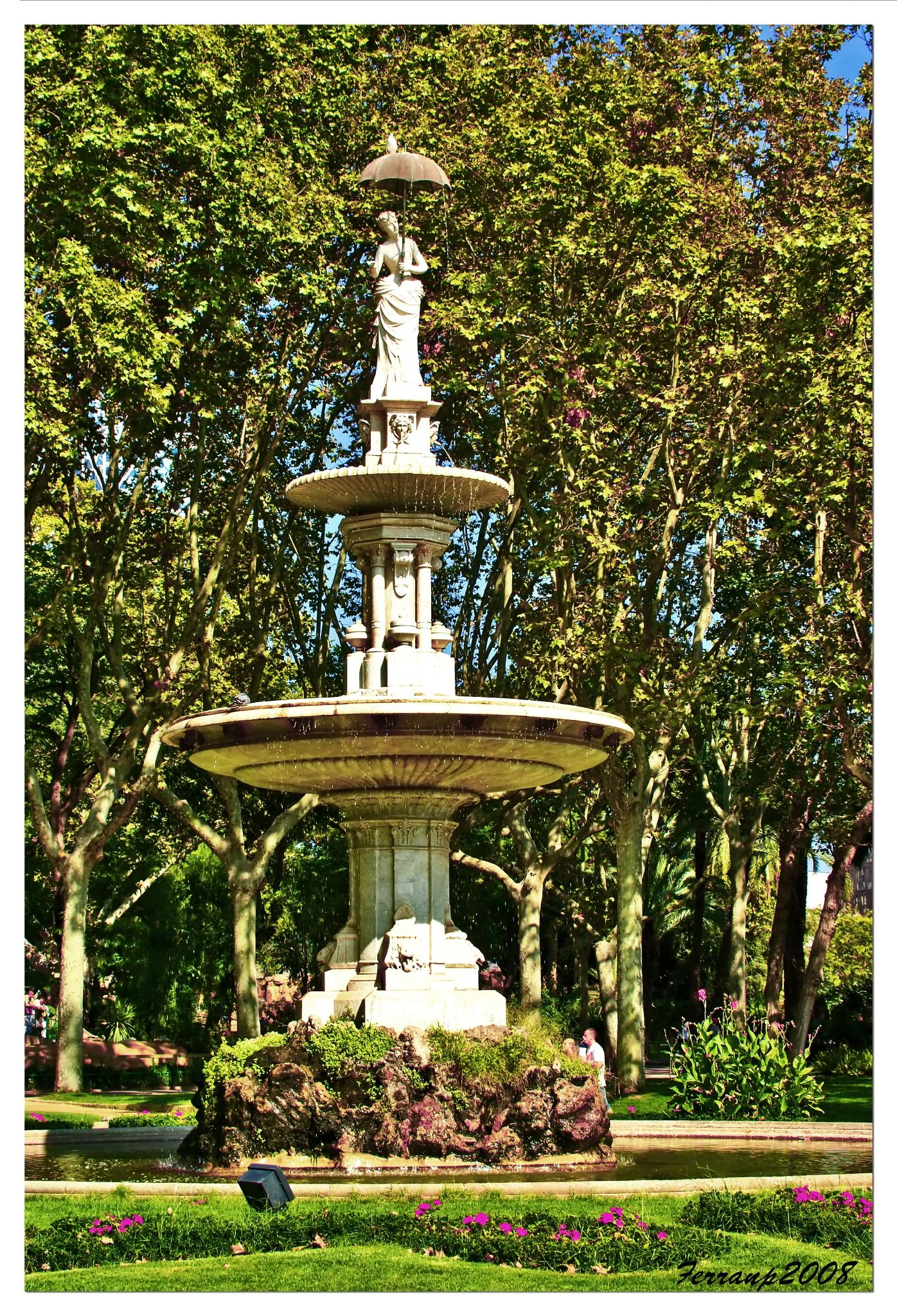
Dama del paraguas, Parque de la Ciudadela

Juan Roig y Solé (Reus, Tarragona, 1835-Barcelona, 1918) fue un escultor español.
Estudió en la Escuela de la Lonja de Barcelona y en la Academia de San Fernando de Madrid. De su maestro Domènec Talarn aprendió, sobre todo la realización de la imaginería religiosa.
Accede a la cátedra de escultura, en la Escuela de Bellas Artes de Barcelona en el año 1874, donde tuvo alumnos como Enric Clarasó y Eduard Alentorn.
Después de una estancia en Madrid, se monta un taller y se instala definitivamente en Barcelona en el año 1862, donde realiza numerosos retratos, escultura aplicada a la arquitectura y obra religiosa y monumental.

## Obra
- 1874, Sancho Panza
- 1875, Tipo catalán. Museo Nacional de Arte de Cataluña. Barcelona
- 1882, Laboremus
- 1882, San Francisco
- 1882, Virgen de Montserrat. Cuba
- 1882, Monumento al Ferrocarril. Villanueva y Geltrú
- 1884, Dama del paraguas. Parque de la Ciudadela. Barcelona.
- 1884, Relieve dedicado a las líneas ferroviarias de Antonio López adosado en el pedestal del monumento A López y López.
- 1887-1889. Esculturas para la fachada neogótica de la catedral de Barcelona: relieves de Santa Eulalia y La Inmaculada en la puerta de acceso y las 76 figuras de las arquivoltas.
- 1888, Secreto a voces (No se lo digas a papá). Una copia de esta escultura estuvo situada en los jardines de la finca Palmeretes de San Juan de Alicante. La finca, abandonada, fue expoliada en 2014 y la escultura desapareció.